# Communauté de communes du Pays de Pervenchères
La communauté de communes du Pays de Pervenchères est une ancienne communauté de communes française, située dans le département de l'Orne et la région Basse-Normandie. Elle fusionne avec la communauté de communes du Bassin de Mortagne-au-Perche le 1er janvier 2013.

## Histoire
La communauté de communes est créée par arrêté préfectoral du 23 décembre 1997.
Le 31 décembre 1998, la commune de Saint-Jouin-de-Blavou adhère à la communauté. Le 9 décembre 2002, la commune de Suré s'en retire.
La communauté de communes du Pays de Pervenchères est dissoute le 31 décembre 2012. Les communes membres rejoignent la communauté de communes du Bassin de Mortagne-au-Perche, sauf La Perrière qui rejoint la communauté de communes du Pays Bellêmois, et Saint-Quentin-de-Blavou qui rejoint la communauté de communes de la Vallée de la Haute Sarthe (ex-Pays Mêlois),,.

## Composition
Elle regroupait six communes du canton de Pervenchères :
1. Bellavilliers
2. Montgaudry
3. La Perrière
4. Pervenchères
5. Saint-Jouin-de-Blavou
6. Saint-Quentin-de-Blavou

### Administration
| Période        | Période        | Identité       | Étiquette | Qualité                          |
| -------------- | -------------- | -------------- | --------- | -------------------------------- |
| janvier 1998   | avril 2001 (?) | Henri Hayes    |           | Maire de Suré                    |
| avril 2001 (?) | avril 2008     | Daniel Laforêt |           | Maire de Pervenchères            |
| avril 2008     | décembre 2012  | Pierre Capron  |           | Maire de Saint-Quentin-de-Blavou |